# Näverkälsbodarna; Myren norr om
Näverkälsbodarna; Myren norr om este o arie protejată (arie specială de conservare — SAC, sit de importanță comunitară — SCI) din Suedia întinsă pe o suprafață de 31,9 ha, integral pe uscat.

## Localizare
Centrul sitului Näverkälsbodarna; Myren norr om este situat la coordonatele 63°35′11″N 15°14′05″E / 63.5865°N 15.2348°E.

## Înființare
Situl Näverkälsbodarna; Myren norr om a fost declarat sit de importanță comunitară în ianuarie 1998 pentru a proteja 3 specii de plante și 1 specie de animale. Situl a fost protejat și ca arie specială de conservare în martie 2011.

## Biodiversitate
Situată în ecoregiunea boreală, aria protejată conține 2 habitate naturale: Taiga vestică, Mlaștini alcaline.
La baza desemnării sitului se află mai multe specii protejate:
- plante (3): papucul doamnei (Cypripedium calceolus), Hamatocaulis vernicosus, ochii-șoricelului (Saxifraga hirculus)
- nevertebrate (1): Vertigo genesii